# Mon oncle
Mon Oncle: (O Meu Tio (título em Portugal) ou Meu Tio (título no Brasil); My Uncle nos EUA) é um filme ítalo-francês de 1958, do gênero comédia, dirigido pelo cineasta francês Jacques Tati.

## Sinopse
Charles Arpel, rico industrial e orgulhoso de sua casa futurista eriçado com gadgets tecnológicos com uma utilidade improvável, quer evitar que o cunhado dele, o senhor Hulot com caráter sonhador e livre, influêncie o filho dele. Ele vai tentar atribuir-lhe um emprego em sua fábrica antes de o afastar.
O filme é uma sátira à mecanização e à modernidade tecnológica.

## Elenco
- Jacques Tati como Monsieur Hulot
- Jean-Pierre Zola como Charles Arpel
- Adrienne Serventia como Madame Arpel
- Lucien Frégis como Monsieur Pichard
- Betty Schneider como Betty
- Jean-François Martial como Walter
- Dominique Marie como vizinho
- Yvonne Arnaud como Georgette
- Adelaide Danieli como Madame Pichard

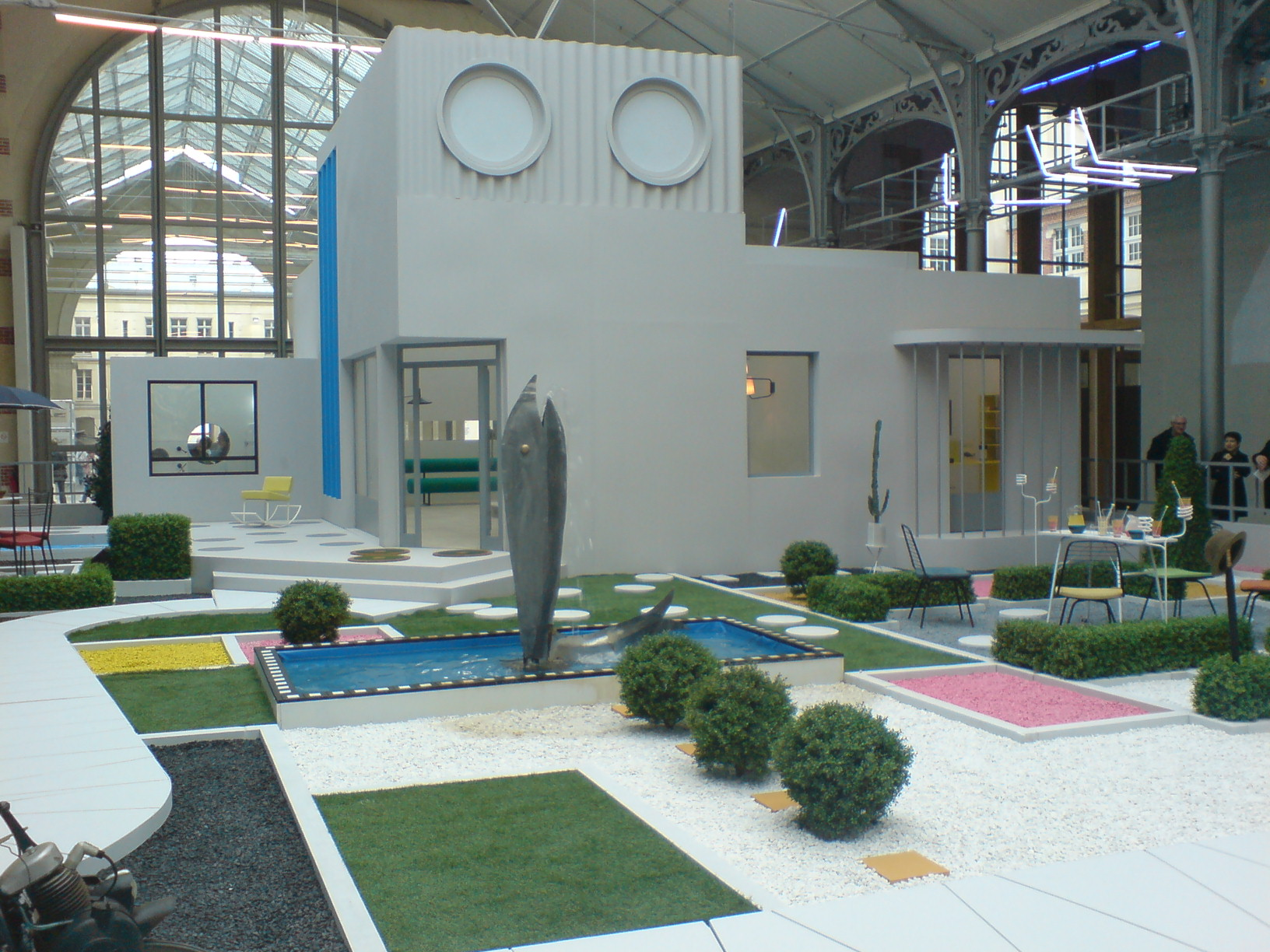
Villa Arpel

- Alain Bécourt como Gerard Arpel

## Prêmios
- Festival de Cannes: Grande Prêmio do Júri, 1958
- Cannes: Grande Prêmio da Comissão Superior Técnica do Cinema, 1958
- Prêmio Méliès da Associação francesa de crítica de cinema, 1958

- NYFCC Awards: Melhor filme estrangeiro, 1958
- Seleção dos dez melhores filmes do ano, New York Film Critics, 1958
- Oscar: Melhor filme em língua estrangeira, 1959

- Medalha de ouro da la Federazione Italiana del Circolo del Cinema, 1958

- Mexico City : Diploma de Honra de la Resena Mundial, 1958